# Idiocera schrenkii
Idiocera schrenkii là một loài ruồi trong họ Limoniidae. Chúng phân bố ở miền Cổ bắc.